# Sarpsborg Stadion
Sarpsborg Stadion – stadion piłkarski w Sarpsborg, w Norwegii. 

## Charakterystyka
Został otwarty w 1930 roku. Może pomieścić 5000 widzów. Swoje spotkania rozgrywają na nim piłkarze klubu Sarpsborg 08 FF. Obiekt był jedną z aren kobiecych Mistrzostw Europy U-19 w 2014 roku.